# José Picón

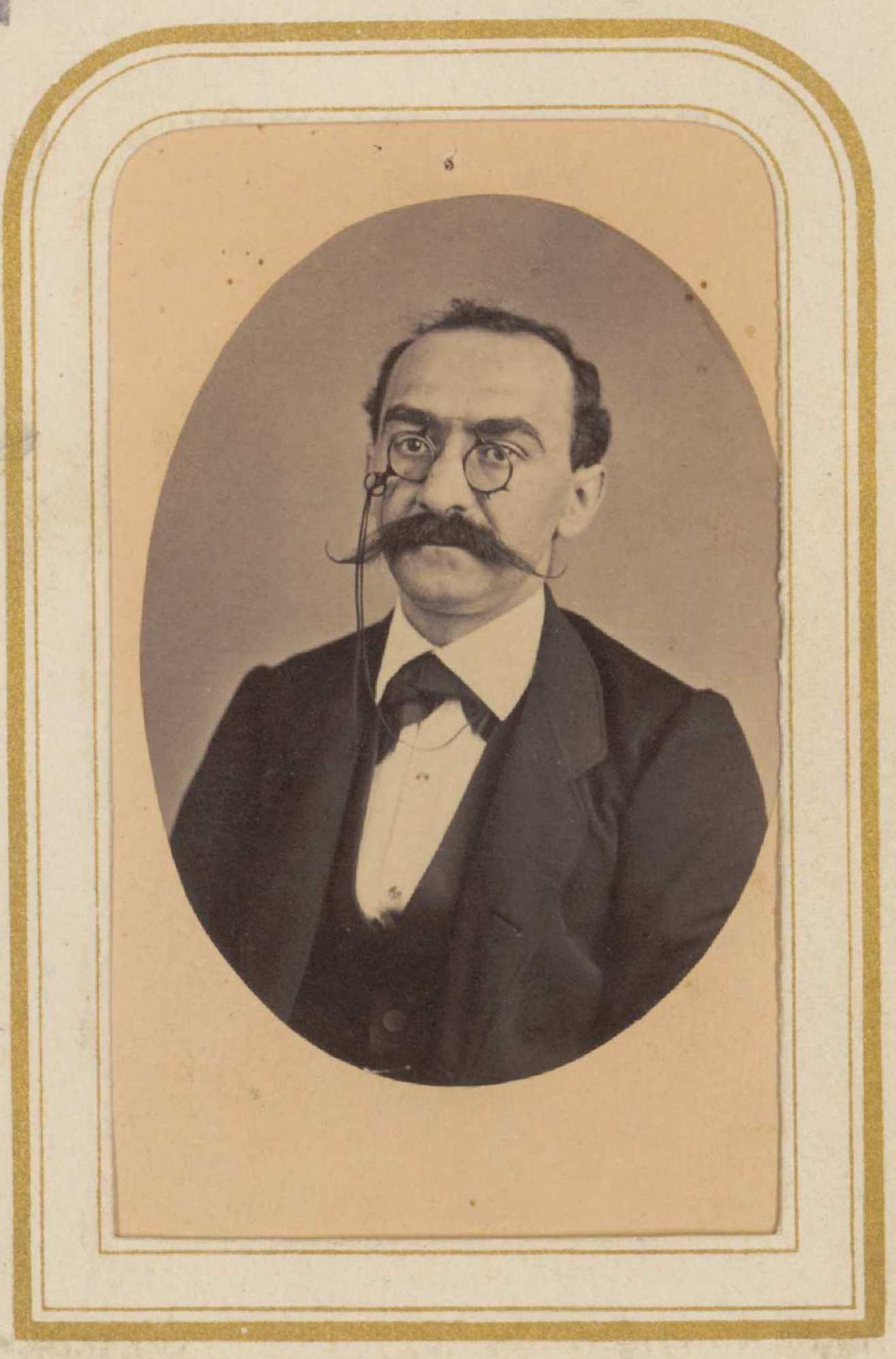
José Picón, fotografía en papel albúmina de Eusebio Juliá. Biblioteca Nacional de España.

José Picón García (Madrid, 1829-Valladolid, 1873) fue un escritor, periodista, arquitecto y dramaturgo español, tío del novelista Jacinto Octavio Picón.

## Biografía
Estudió arquitectura y destacó como diestro dibujante y experto historiador del arte. Trabajó como profesor agregado de la Escuela Especial de Arquitectura, pero, atraído por el teatro, estrenó en 1859 una pieza breve, El solterón, cuyo éxito le inclinó ya para siempre hacia el teatro; por otra parte, una oposición manipulada le privó de una cátedra de arquitectura, lo que le hizo abandonar el oficio; ese mismo año estrenó La guerra de los sombreros. Se especializó en libretos de zarzuela, de los que compuso varios para Cristóbal Oudrid y Francisco Asenjo Barbieri, sobre todo. Obtuvo la popularidad con el libreto de Pan y toros, con música de Asenjo Barbieri y estrenado el 22 de diciembre de 1864, en el Teatro de la Zarzuela de Madrid; la obra se representó durante tres años sin interrupción y fue prohibida por la reina Isabel II por presuntas alusiones antimonárquicas (la obra se desarrolla en la época de Manuel Godoy); los autores pidieron un peritaje de daños y perjuicios económicos que fue encargado a Luis de Eguílaz y a Luis Mariano de Larra; se asignó a los autores 60.000 reales. Es posible también que la reina se resintiera por su ardiente liberalismo y por otra obra suya anterior, La corte de los milagros (estrenada en el teatro de Variedades 1a noche del 24 de diciembre de 1862), donde se zahiere su reinado sin apenas ocultamiento. Esta obra daría título a una de las novelas de Valle-Inclán. Sus últimos años fueron amargados por pleitos sobre heredades de su esposa que le hicieron perder la razón; se le internó en un sanatorio de Valladolid a principios de 1873 y falleció meses después en ese mismo sanatorio. Ejerció una gran influencia sobre su sobrino, el novelista Jacinto Octavio Picón, que le admiraba.

## Obra
Se especializó en comedia de costumbres y libretos de zarzuela. Entre estas últimas destaca especialmente Pan y toros, con música de Francisco Asenjo Barbieri. También son libretos de zarzuela Memorias de un estudiante (1860), con música de Cristóbal Oudrid, Anarquía conyugal (1861), con música de Gaztambide, Entre la espada y la pared, adaptación de un original francés con música de Mariano Vázquez (1861), La isla de San Balandrán (1862) y El médico de las damas, ambas con música de Oudrid, La doble vista (1863) con música de Ignacio Agustín Campos, El hábito no hace al monje (1870), divertida versión de una comedia de Eugène Scribe para la que Picón barajó el título alternativo de El rey marica, y Los holgazanes (1871), con música de Francisco Asenjo Barbieri.
Suyas son también las piezas breves La guerra de los sombreros (1859), Gibraltar en 1890 (1866, con música de Barbieri), Los enemigos domésticos (1867, arreglado del francés y con música de Emilio Arrieta) y las comedias de costumbres La corte de los milagros (1862), Palco, modista y coche (1866) y Los tres amores (1871), entre muchas otras.
Como libretista de zarzuela es uno de los mejores y menos convencionales de la historia del teatro lírico; de ideología liberal, abrió la zarzuela a temas de índole histórica y social.